# 達尼·卡爾

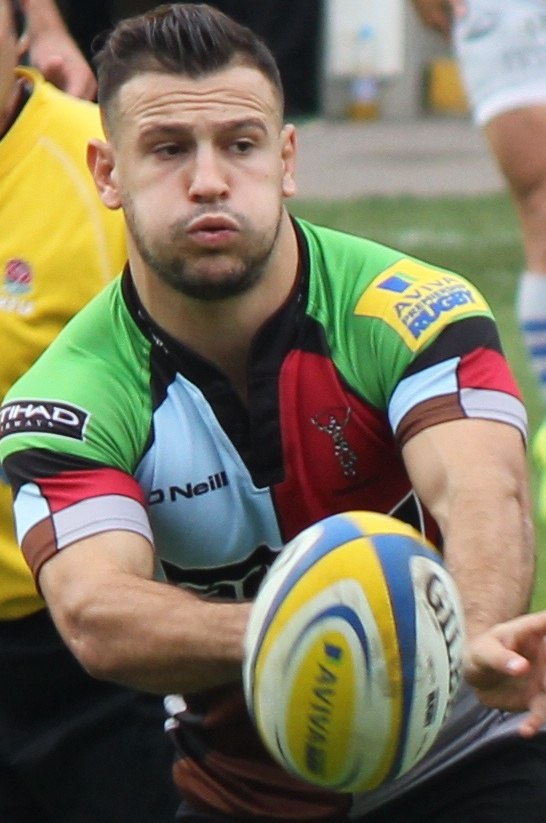

達尼·卡爾（英語：Danny Care，1987年1月2日—）是英國的一名橄欖球運動員。他也是英格蘭國家橄欖球隊的一員。達尼·卡爾出生在西約克郡的利茲，在6歲時就已經開始打橄欖球。

## 外部連結
- Harlequins profile
- Leeds profile
- England profile
- Weekly blog on ITV.com